# Dvoranska cerkev
Dvoranska cerkev je cerkev z več ladjami, ki so vse enako visoke in ločene s stebri. Druge osnovne oblike so še bazilika, središčna ali osrednja zgradba in cerkev v obliki križa.

## Principi in različice
Nekaj tipičnih oblik dvoranskih cerkva in kako jih ločiti od bazilik:
- Dvoranska cerkev. Namesto ene vzdolžne strehe ima lahko več streh, bodisi vzdolžnih ali prečnih.
- Stopničasta dvorana, oboki osrednje ladje se začnejo nekoliko višje od stranskih ladij, vendar ne segajo v nadstropje.
- Psevdobazilika, osrednja ladja sega v nadstropje, vendar nima zgornjih oken.
- Bazilika, glavna ladja se razteza na dve nadstropji nad stranskima ladjama, ki se imenujejo galerija in svetlobno nadstropje.
- Dvoranska cerkev z arkadami, vendar brez obokov in deloma vodoravnim, deloma poševnim stropom

## Tloris
Notranjost je lahko, ni pa nujno, pravokotna. Veliko cerkev ima danes, tudi več arheološko preverjenih dvoranskih cerkev, kor nekoliko ožji od cerkvene ladje. Tudi poligonalna, krožna in ovalna cerkev brez prostostoječih stebrov je dvoranska cerkev. Ožja in daljša ko je notranjost, bolj govorimo o eni sami ladji. Razmejitev ni.

## Streha
Dvoranska cerkev lahko ima lesen strop ali je odprta proti strehi. Lahko ima tudi obokan strop. Lahko je banjast obok prek cele ladje ali je celoten prostor stropa iz več obočnih pol, ki so križno rebrasti ali rebrasto obokani.
- Enostavna dvoranska cerkev z ravnim lesenim stropom
- Dvoranska cerkev s banjastim obokom in pilastri v steni
- Večladijska cerkev s svetlobnim nadstropjem nad stranskimi ladjami

## Zgodovina
V mnogih krajih so bile prve, zdaj so pogosto le arheološko raziskane cerkve, dvoranske cerkve. Dolgo časa je bil to širok prostor brez stebrov za oporo, strogo omejen. Zato so bile mnoge dvoranske cerkve s povečanjem prebivalstva v župniji nadomeščene z obokanimi cerkvami ali sicer ustrezno razširjene. V nekaterih primerih so zamenjali zunanjo steno z arkadami in zgradili ob stari še drugo ladjo.
Z razvojem novih tehnologij in boljšega materiala so od renesanse dalje gradili večje prostore. Poleg tega je bila v reformaciji pri krščanstvu ponovno cenjena skromnost. V tridesetletni vojni (1618 do 1648) ali devetletni vojni (1688–1697) so bile uničene mnoge dvoranske cerkve in psevdobazilike so obnovili kot dvoranske cerkve. Zunanji videz ladje je bilo pogosto težko spremeniti. Stebri niso bili priljubljeni, ker so preprečevali pogled na oltar in so želeli spremeniti gotski slog. Zato je imelo zelo veliko novih cerkev dvoransko obliko.
V historicizmu so ponovno gradili dvoranske cerkve in bazilike. Številne večkrilne cerkve, ki so bile uničene v drugi svetovni vojni, so obnovili kot dvoranske cerkve.

## Posebne oblike

### Cerkev s stenskimi pilastri in brez stranske ladje
Za prevzem stranskih sil, ki se pojavljajo v obokih širših prostorov, so bile v renesančnih in baročnih cerkvah uporabljene stenske ojačitve na notranji strani zunanjih sten. Če je ta element pred ojačitvami majhen, govorimo o pilastrni cerkvi. Nekatere dvoranske cerkve so tudi pilastrne cerkve (stolnica Naše ljube Gospe v Münchnu). Če stebri stojijo pred steno, so  oblikovali niše. V katoliških zgradbah so bile priljubljene za kapele. Zato so stranske ladje zgrajene večinoma v katoliških cerkvah. Niše lahko sežejo do stropa dvorane ali pa so tako nizke, da podpirale svetlobno nadstropje. Prostorski vtis je torej podoben kot pri baziliki, čeprav ni stranske ladje.
- Konstantinova bazilika v Trierju
- Samostanska cerkev v Stuttgartu, prvotno dvoranska cerkev, zdaj s stranskimi kapelami
- Stolnica v Oslu, dvoranska cerkev v obliki križa

### Dvorana s transeptom
Dvoranske cerkve so usmerjene v glavnem vzdolžno, oltar in kor sta na eni od ožjih strani in sta bila v srednjem veku vedno usmerjena proti vzhodu. Manj pogoste so dvoranske cerkve s transeptom, ko oltarni prostor zavzema vzdolžno stran; pojavi se šele po srednjem veku.

## Nekatere dvoranske cerkve v Sloveniji
- župnijska cerkev svetega Kancijana, Kranj
- Cerkev sv. Jakoba, Škofja Loka
- cerkev sv. Petra, Radovljica
- podružnična cerkev Svetih treh kraljev, Brunk
- Cerkev svetega Lenarta, Novo mesto
- Cerkev sv. Ruperta, Šentrupert